# Timothy Mason
Timothy Wright Mason (Birkenhead, 2 marzo 1940 – Roma, 5 marzo 1990) è stato uno storico britannico marxista esperto della storia sociale della Germania nazista.
Completò il proprio corso di studi presso la Oxford University, collaborò alla fondazione del History Workshop Journal.
Mason si specializzò nella storia sociale del Terzo Reich, con particolare riguardo alla classe lavoratrice.
Le sue opere più conosciute sono l'Arbeiterklasse und Volksgemeinschaft del 1975 e il Sozialpolitik im Dritten Reich, sulla vita dei lavoratori tedeschi sotto il nazismo.  
Fu lui a utilizzare per la prima volta i termini "funzionalismo" e "intenzionalismo" per indicare le due differenti scuole di pensiero storiografico che si posero il problema di spiegare analiticamente l'Olocausto.
La maggior parte delle sue opere sono scritte in tedesco, costituento così un caso particolare e insolito nel campo dell'editoria britannica.

## Opere
- Some Origins of the Second World War da Past and Present, Volume 29, 1964.
- Labour in the Third Reich da Past and Present, Volume 33, 1966.
- Nineteenth Century Cromwell da Past and Present, Volume 49, 1968.
- Primacy of Politics: Politics and Economics in National Socialist Germany da The Nature of Fascism a cura di Stuart J. Woolf, 1968.
- Arbeiterklasse und Volksgemeinschaft: Dokumente und Materialien zur deutschen Arbeiterpolitik, 1936–39, 1975.
- Sozialpolitik im Dritten Reich: Arbeiterklasse und Volksgemeinschaft, 1977.
- Women in Germany, 1925-40: Family, Welfare, and Work da History Workshop Journal, Issue 1, 1976 da History Workshop Journal, Issue 2, 1976.
- National Socialism and the German Working Class, 1925-May 1933 da New German Critique Volume 11, 1977.
- Worker's Opposition in Nazi Germany da History Workshop Journal, Issue II, 1981
- Injustice and Resistance: Barrington Moore and the Reaction of the German Workers to Nazism from Ideas into Politics: Aspects of European History, 1880-1950 edited by R.J. Bullen, Hartmut Pogge von Strandmann and A.B. Polonsky, 1984.
- Massenwiderstand ohne Organisation: Streiks im faschistischen Italien und NS-Deutschland da Gewerkschaflice Monatschelfte, Volume 32, 1984.
- Arbeiter ohne Gewerkschaften: Massenwiderstand im NS-Deutschland und im faschistischen Italien da Journal für Geschichte, 1985.
- History Workshop da Passato e Presente, Volume 8, 1985.
- Il nazismo come professione da Rinascita, Volume 18, May 18, 1985.
- The Great Economic History Show da History Workshop Journal, Volume 21, 1986.
- Italy and Modernisation da History Workshop Journal, Volume 25, 1988.
- Gli scioperi di Torino del Marzo 1943 from L'Italia nella seconda guerra mondiale e nella resistenza, edited by Francesca Ferratini Tosi, Gatano Grasso, and Massimo Legnain, 1988.
- Debate: Germany, Domestic Crisis and War in 1939: Comment 2 da Past and Present, Volume 122, 1989.
- Whatever Happened to Fascism? da Radical History Review, Volume 49, 1991.
- The Domestic Dynamics of Nazi Conquests: A Response to Critics da Reevaluating the Third Reich edited by Thomas Childers and Jane Caplan, 1993.
- Nazism, Fascism, and the Working Class: Essays by Tim Mason, edited by Jane Caplan, 1995